# Alex Joachim
Alex Joachim, född 14 april 2003, är en vincentisk simmare.

## Karriär
Vid VM 2019 i Gwangju slutade Joachim på 94:e plats på 100 meter frisim och på 80:e plats på 100 meter bröstsim. Vid VM 2023 i Fukuoka slutade han på 80:e plats på 100 meter frisim och på 62:a plats på 50 meter fjärilsim.
Joachim tävlade för Saint Vincent och Grenadinerna vid olympiska sommarspelen 2024 i Paris, där han blev utslagen i försöksheatet på 50 meter frisim och slutade på totalt 45:e plats. Joachim noterade ett nytt nationsrekord på tiden 23,59 sekunder samt var även landets fanbärare tillsammans med Shafiqua Maloney vid invigningsceremonin.